# ロバート・オカザキ
ロバート・オカザキ (Robert Okazaki)、ないし、ボブ・オカザキ (Bob Okazaki) として知られた、岡崎 巌（おかざき いわお、1902年2月3日 - 1985年5月28日）は、国際的に活躍した俳優。

## 経歴
東京で日本バプテスト教会牧師の岡崎福松と、幕臣水上家出身の芳の長男として生まれる。父福松は芝区二本榎の呉服商船田家の次男として生まれたが、徴兵逃れのために知人の岡崎勘助の養子となった。
第二次世界大戦前に渡米している。その後、ハリウッドでテレビドラマ・シリーズや映画に出演し、最期はロサンゼルスに没した俳優。
特に、最晩年に出演した1982年の映画『ブレードランナー』の冒頭の場面におけるスシバーの主人役の演技で知られる。
死去後、遺骨は分骨され、ロサンゼルスと東京の青山霊園に墓がある。

## フィルモグラフィ

### 映画
- 1941年：They Met in Bombay - クレジットなし
- 1942年：A Yank on the Burma Road - クレジットなし
- 1942年：Secret Agent of Japan - クレジットなし
- 1955年：東京暗黒街・竹の家 House of Bamboo - クレジットなし
- 1956年：Navy Wife - クレジットなし
- 1956年：八十日間世界一周 Around the World in 80 Days - クレジットなし
- 1957年：Jungle Heat
- 1959年：Tokyo After Dark
- 1959年：潜望鏡を上げろ Up Periscope - クレジットなし
- 1959年：クリムゾン・キモノ The Crimson Kimono
- 1959年：決戦珊瑚礁 Battle of the Coral Sea - クレジットなし
- 1960年：戦場よ永遠に Hell to Eternity
- 1961年：嬉し泣き Cry for Happy
- 1961年：7 Women from Hell
- 1962年：Womanhunt
- 1962年：忘れえぬ慕情 A Girl Named Tamiko - クレジットなし
- 1963年：魚雷艇109 PT 109 - クレジットなし
- 1966年：歩け走るな! Walk, Don't Run - クレジットなし
- 1970年：R. P. M. - クレジットなし
- 1971年：新・猿の惑星 Escape from the Planet of the Apes - クレジットなし
- 1982年：ブレードランナー Blade Runner

### おもなテレビドラマ
いずれも単発のエピソードへの出演
- 1957年：西部の男パラディン Have Gun – Will Travel
- 1960年/1961年/1962年：ハワイアン・アイ Hawaiian Eye - 5エピソードにそれぞれ別の役で出演。
- 1963年：ヒッチコック劇場 The Alfred Hitchcock Hour
- 1965年：アイ・スパイ I Spy
- 1965年：弁護士ペリー・メイスン Perry Mason
- 1966年：タイムトンネル The Time Tunnel
- 1967年：奥さまは魔女 Bewitched - 原語では日本で商売をしている日本人役だが、吹き替えでは香港の中国人とされていた。
- 1966年/1969年：FBIアメリカ連邦警察 The F.B.I.
- 1967年：0011ナポレオン・ソロ The Man from U.N.C.L.E. - 日本などでは劇場版映画『0011ナポレオン・ソロ ミニコプター作戦 The Karate Killers』として公開された。
- 1975年：鬼警部アイアンサイド Ironside
- 1979年：マッシュ M*A*S*H